# ب‌ام‌و سری ۴
ب‌ام‌و سری ۴ (انگلیسی: BMW 4 Series) یک کوپه کامپکت تولید شده توسط کمپانی ب‌ام‌و است. اولین جزئیات رسمی سری ۴ به‌طور رسمی در ۵ دسامبر ۲۰۱۲ منتشر شد و جزئیات گویای این بود که ب‌ام‌و قصد دارد جایگزین کوپه سری ۳ جدید را با نام جدید سری ۴ تولید کند تا محصولات خانوادگی و اسپرت خود را از هم متمایز کند. این حرکت بعداً بعنوان الگو برداری از شرکت آئودی، که از چند سال قبل از سال ۲۰۱۲ نسخه‌های کوپه و کابریو خودروی ای۴ را با نام ای۵ عرضه می‌کند، عنوان شد.